# Saverkeit
Saverkeit est une île de l'archipel de Turku à Pargas en Finlande.

## Géographie
La superficie de l'île est de 8,4 kilomètres carrés,.
Le terrain de Saverkeit est très plat.
Le point culminant de l'île se situe à 41 mètres d'altitude. 
L'ile s'étend sur 3,9 kilomètres dans la direction nord-sud et sur 4,3 kilomètres dans la direction est-ouest.